# Амброджо Пелагаллі
Амброджо Пелагаллі (італ. Ambrogio Pelagalli; 15 лютого 1940, П'єве-Порто-Мороне — 25 березня 2024) — італійський футболіст, що грав на позиції захисника, півзахисника. По завершенні ігрової кар'єри — футбольний тренер.
Виступав, зокрема, за клуб «Мілан», а також молодіжну збірну Італії.

## Клубна кар'єра
Народився 15 лютого 1940 року в місті П'єве-Порто-Мороне. Вихованець «Мілану», з яким здобув перемогу в двох Турнірах Віареджо (1959 і 1960). У Серії А дебютував у віці 20 років, 29 травня 1960 року в домашній перемозі над СПАЛом, який так і залишився для футболіста єдиним в тому сезоні і після його закінчення Амброджо віддали в оренду до «Аталанти». Повернувшись до табору «россонері», Пелагаллі став незмінним гравцем основи на п'ять сезонів. За цей час виборов титул чемпіона Італії, ставав володарем Кубка чемпіонів УЄФА.
1966 року Пелагаллі переходить в «Аталанту», де провів один сезон, після чого відправився в «Рому» на прохання тренера Оронцо Пульєзе. Тут проводить один сезон. Після закінчення чемпіонату Пелагаллі повернувся в «Аталанту», де провів ще 2 роки.
Після цього півзахисник три роки виступав у Серії В за «Таранто», де 1971 року навіть недовго був граючим тренером після звільнення Коррадо Вічіані. У стані «россоблу» він провів загалом 107 ігор. 1973 року вирушає до Серії С, де виступає один сезон за «П'яченцу»..
Завершив професійну ігрову кар'єру у аматорському клубі «Медезе», де був капітаном і граючим тренером команди. Загалом за час своєї кар'єри він провів в цілому 235 матчів і 6 голів в Серії А і 139 ігор в Серії В.

## Виступи за збірну
Протягом 1959—1960 років залучався до складу молодіжної збірної Італії. На молодіжному рівні зіграв у 8 офіційних матчах і здобув перемогу в Середземноморських іграх 1959 року.
У складі збірної був учасником футбольного турніру на Олімпійських іграх 1960 року у Римі, де італійці зайняли 4 місце.

## Кар'єра тренера
Після роботи граючим тренером у «Таранто» і «Медезе» Пелагаллі продовжив працювати тренером, очолюючи низку нижчолігових команд, але серйозних результатів з ними так і не досяг. Останнім місцем тренерської роботи Пелагаллі був клуб «Кремаперго» з Серії С2, головним тренером якого Амброджо був недовго у 1996 році.

## Титули і досягнення
- Переможець Середземноморських ігор: 1959
- Чемпіон Італії (1):

«Мілан»: 1961–1962
- Володар Кубка чемпіонів УЄФА (1):

«Мілан»: 1962–1963